# Deveron Fonville
Deveron Fonville (Nieuwegein, 16 mei 2003) is een Nederlands voetballer die doorgaans als linkervleugelverdediger speelt. Hij verruilde in 2025 VV IJsselmeervogels voor FC Dordrecht.

## Clubcarrière

### PSV en FC Utrecht
Fonville speelde in de jeugd van VVIJ, waarna hij in 2011 naar de jeugdopleiding van PSV vertrok. Daar kreeg hij in mei 2019 te horen dat de samenwerking aan het eind van het seizoen ten einde zou komen. In de zomer van 2019 vertrok hij daardoor naar de jeugdopleiding van FC Utrecht. Op 4 februari 2022 debuteerde Fonville vervolgens op achttienjarige leeftijd namens Jong FC Utrecht in de Eerste divisie. In de met 2–0 verloren uitwedstrijd tegen FC Volendam kwam hij na 78 minuten in het veld voor Gabriël Çulhacı. In de opvolgende speelronde zat hij wederom bij de wedstrijdselectie, maar tot een tweede optreden voor het beloftenelftal kwam het nooit.

### USV Hercules
In de zomer van 2022 kwam er een einde aan zijn periode bij FC Utrecht, waarna hij in het voorjaar van 2023 een trainingstage bij N.E.C. doorliep. Vervolgens sloot hij in de zomer van 2023 aan bij het Utrechtse USV Hercules. Daar gaf Fonville in september 2023 aan er nog voor te willen gaan om het betaald voetbal te kunnen bereiken, maar er tegelijkertijd ook niet te veel nadruk op te leggen. In het seizoen 2023/24 schakelde Fonville met de club Ajax uit in de KNVB Beker. In datzelfde seizoen werd in de achtste finales na verlenging met 3–4 verloren van SC Cambuur.

### V.V. IJsselmeervogels
In november 2023 werd bekend dat Fonville bij V.V. IJsselmeervogels een tweejarig contract had ondertekend voor een dienstverband vanaf de zomer van 2024. Na twee kwalificatie rondes bereikte Fonville met V.V. IJsselmeervogels eind oktober 2024 de eerste ronde van de KNVB Beker. Na een 2–1 voorsprong werd er uiteindelijk met 2–3 van sc Heerenveen verloren. Fonville werd in het seizoen 2024/25 met IJsselmeervogels kampioen van de Derde divisie.

### FC Dordrecht
Op 10 april 2025 bereikte FC Dordrecht overeenstemming met Fonville over een overgang naar de club, waardoor de verdediger terugkeerde in het vaderlandse profvoetbal. De linkerverdediger tekende een per 1 juli 2025 ingaand contract tot medio 207, met een optie voor nog een seizoen.

## Clubstatistieken

### Beloften
| Seizoen                       | Club            | Competitie      | Competitie | Competitie | Competitie | Overig | Overig | Overig | Totaal | Totaal | Totaal |
| Seizoen                       | Club            | Competitie      | Wed.       | Dlp.       | Ass.       | Wed.   | Dlp.   | Ass.   | Wed.   | Dlp.   | Ass.   |
| ----------------------------- | --------------- | --------------- | ---------- | ---------- | ---------- | ------ | ------ | ------ | ------ | ------ | ------ |
| 2021/22                       | Jong FC Utrecht | Eerste divisie  | 1          | 0          | 0          | 0      | 0      | 0      | 1      | 0      | 0      |
| Carrière totaal               | Carrière totaal | Carrière totaal | 1          | 0          | 0          | 0      | 0      | 0      | 1      | 0      | 0      |
| Bijgewerkt op 2 november 2024 |                 |                 |            |            |            |        |        |        |        |        |        |

### Senioren
| Seizoen                   | Club                  | Competitie      | Competitie | Competitie | Competitie | Beker | Beker | Beker | Internationaal | Internationaal | Internationaal | Overig | Overig | Overig | Totaal | Totaal | Totaal |
| Seizoen                   | Club                  | Competitie      | Wed.       | Dlp.       | Ass.       | Wed.  | Dlp.  | Ass.  | Wed.           | Dlp.           | Ass.           | Wed.   | Dlp.   | Ass.   | Wed.   | Dlp.   | Ass.   |
| ------------------------- | --------------------- | --------------- | ---------- | ---------- | ---------- | ----- | ----- | ----- | -------------- | -------------- | -------------- | ------ | ------ | ------ | ------ | ------ | ------ |
| 2023/24                   | USV Hercules          | Derde divisie   | 34         | 1          | 4          | 5     | 1     | 0     | –              | –              | –              | 2      | 0      | 0      | 41     | 2      | 4      |
| 2024/25                   | V.V. IJsselmeervogels | Derde divisie   | 27         | 1          | 1          | 3     | 0     | 1     | –              | –              | –              | 0      | 0      | 0      | 30     | 1      | 2      |
| Carrière totaal           | Carrière totaal       | Carrière totaal | 61         | 2          | 5          | 8     | 1     | 1     | –              | –              | –              | 2      | 0      | 0      | 71     | 3      | 6      |
| Bijgewerkt op 28 mei 2025 |                       |                 |            |            |            |       |       |       |                |                |                |        |        |        |        |        |        |